# Burmeză

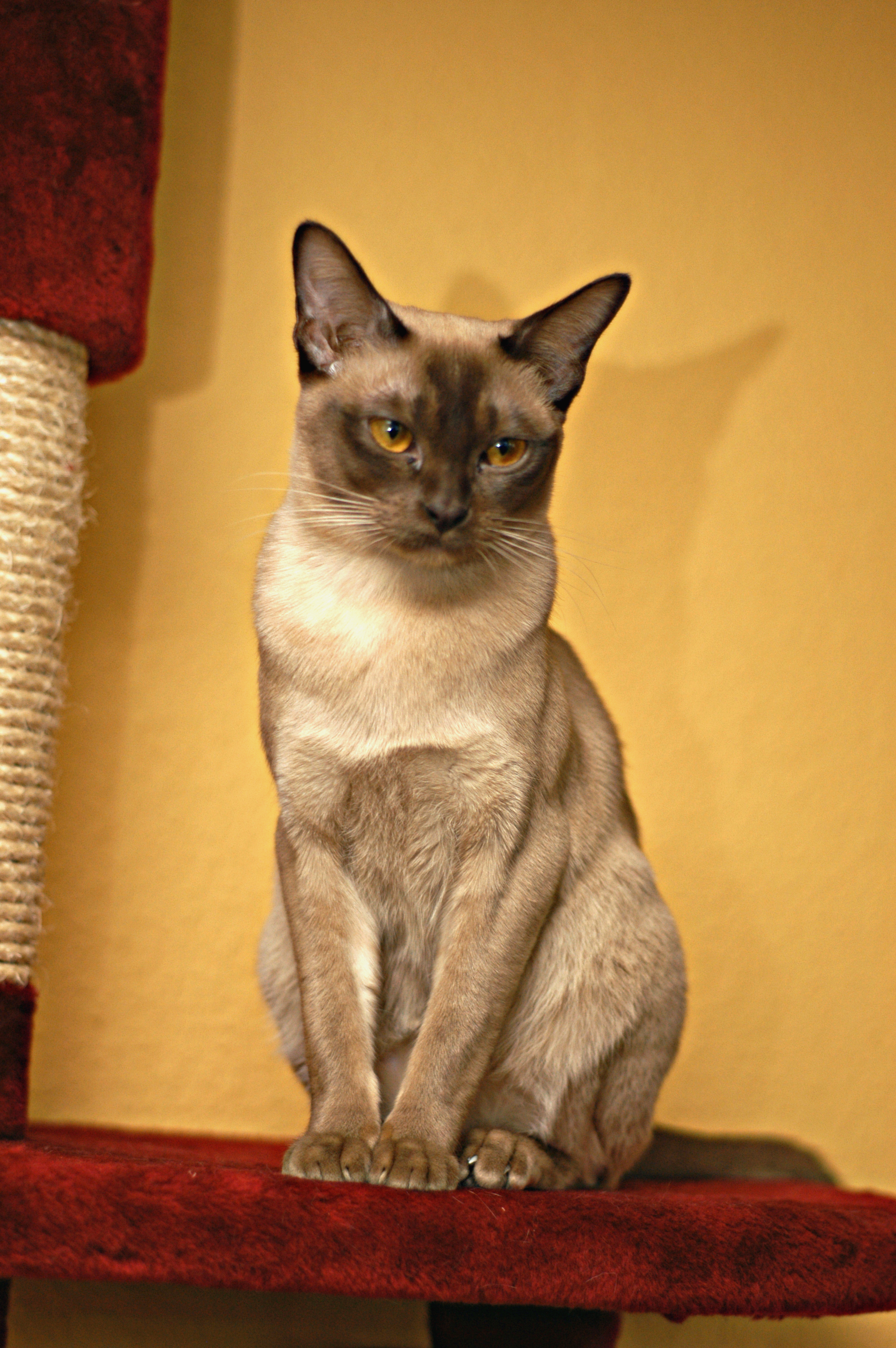

Burmeza este numele unei rase de pisici provenind din Burma. Speranța de viață a acestor pisici este de peste 15 ani, unele exemplare putând trăi chiar și până la 20 de ani.

## Istoric
Originară din Sud-Estul Asiei, pisica burmeză era cunoscută în antichitate sub numele de Supalak sau Thong Daeng. Denumirea rasei provine de la numele englezesc al Birmaniei: Burma.
A fost descoperită pentru prima dată în Thailanda, la începutul secolului al XVIII-lea, fiind apoi strămutată în Burma. A fost introdusă pentru prima dată în societatea britanică în anul 1871 de către Harrison Weir. În Statele Unite ale Americii a apărut datorită lui Dr. Joseph Thompson în 1930, când acesta a achiziționat o pisică de culoare maro din Burma pe care a numit-o Wong Mau. Aceasta a fost împerecheată cu motani siamezi atent selectați pentru a da naștere unei noi rase care a fost recunoscută drept rasă distinctă și unică în anul 1936 de către Cat Fancier's Association sub numele de Burmeză.

## Însușiri fizice

### Dimensiuni
Mărime medie; corp scurt, solid; cap rotunjit; urechi mici cu vârfurile rotunjite; ochi rotunzi, un pic ovali de culoare chihlimbar; picioare scurte, solide; blană scurtă, strălucitoare.

### Greutate
Surprinzătoare pentru dimensiunea lor, datorită masei musculare bine dezvoltate.

### Durata de viață
12-16 ani.

### Culori
Negru, nisipiu, argintiu, maro, ciocolatiu, bej.

### Năpârlire
Rară, în cantități neglijabile.

## Personalitate
Burmezele sunt inteligente, afectuoase, „vorbărețe”, active și jucăușe. Pisicuțele burmeze sunt cunoscute în special datorită curiozității. Unele pot să fie dresate să facă aport. Majoritatea sunt firi deschise și acceptă străinii. Sunt foarte sociabile și se integrează bine în căminele care dețin alte animale sau copii mici.